# Peleteria frater
Peleteria frater là một loài ruồi trong họ Tachinidae.